# Vicente Adrián Villalobos
Vicente Adrián Villalobos (Quillota, 19 de julio de 1881-década de 1960, Santiago) fue un dibujante industrial, joyero y político chileno, miembro del Partido Demócrata. Se desempeñó como regidor por la comuna de Santiago, entre 1913 y 1918, luego fue diputado por la misma por espacio de cuatro periodos consecutivos, y ministro de Industria, Obras Públicas y Ferrocarriles durante las presidencias de Juan Luis Sanfuentes y Arturo Alessandri en noviembre de 1918, y enero-febrero de 1924, respectivamente.

## Biografía
Nació en el fundo Los Nogales, Quillota, el 19 de julio de 1881, hijo de Antonio Adrián y de Filomena Villalobos. Se casó con María Rojas Céspedes  y tuvo cinco hijos; Hugo Orlando, Vicente, Rosa Zoila, Héctor y Francisca.[cita requerida] Su media hermana Mercedes Rusque Adrián, fue madre de Enrique Krauss, parlamentario y ministro de Estado durante los gobiernos de Eduardo Frei Montalva y Patricio Aylwin.
Estudió en la Escuela Pública de Quillota y en la Escuela de Dibujo de la Sociedad de Fomento Fabril (Sofofa), en Santiago, titulándose de dibujante industrial.
Luego ingresó a un taller de joyería y aprendió y perfeccionó ese oficio; fue presidente de la «Unión de Artesanos de Chile» desde 1925. A pocos años, logró independizarse y así conquistó su libertad económica y figuró en los gremios de industriales y comerciantes santiaguinos.
Formó parte de numerosas instituciones mutualistas como socio, director o presidente. Integró las sociedades; La Instructiva, El Porvenir, Manuel Rodríguez, Mutual de Comerciantes, Empleados de Comercio de Chile, 18 de Septiembre, Colonias Escolares “Domingo Villalobos”, Liga Chilena de Higiene Social, Fraternal de Joyeros, Andrés Bello, Liga Patriótica de Estudiantes Pobres, Cámara de Comercio Minorista, Empleados de Hoteles y Ramos Similares, Consejo de Habitaciones para Obreros de Chile, Federación Obrera de Chile, entre otras.

## Trayectoria política
Comenzó a participar en política y se afilió al Partido Demócrata (PD). Empezó a laborar en la extinta comuna santiaguina de Cañadilla, de donde ese partido sacó parte de su vitalidad y de sus fuerzas; ocupó todos los cargos dentro de la colectividad: soldado, elector, director, secretario general, tesorero, hasta llegar a la presidencia del partido.
Fue electo regidor por Santiago, en dos periodos, desde 1913 hasta 1918 y en esa gestión le correspondió en una ocasión asumir la alcaldía de manera interina.
Tras finalizar la labor edilicia, fue llamado para ocupar el cargo de ministro de Industria, Obras Públicas y Ferrocarriles, desde el 25 hasta 27 de noviembre de 1918, actuando bajo el gobierno del presidente Juan Luis Sanfuentes. Volvió a desempeñar el mismo puesto durante la primera administración del liberal Arturo Alessandri, entre el 16 de marzo y el 14 de junio de 1923, y poco tiempo después entre el 3 de enero y el 1 de febrero de 1924.
En este cargo impulsó obras de regadío, como el Canal del Melado en Maule; Canal del Laja en Bío-Bío y Canal del Maule en Talca. En Ferrocarriles, estudió y dio impulso a las nuevas vías que unirían a Loncoche y Villarrica; a Collipulli y Río Bueno; a Quino y Galvarino; a Pedegua y Petorca; e hizo realizar estudios definitivos en la vía internacional por Lonquimay. En caminos, invirtió correctamente los fondos que consultaba la «Ley de Caminos de 1920». En materia de protección de la industria nacional fue un celoso guardián de los dineros públicos, prohibiendo la compra de materiales extranjeros y dando preferencia a la industria y al trabajo nacional. En definitiva, como ministro observó los postulados de su partido y se preocupó del bienestar de los trabajadores.
Fu electo diputado por Santiago, periodo 1918-1921. En ese periodo integró la Comisión Permanente de Legislación Social y la de Presupuestos.
Reelecto diputado por Santiago, periodo 1921-1924. Fue segundo vicepresidente de la Cámara el 16 de octubre de 1923. Integró la Comisión Permanente de Guerra y Marina. Presentó en 1921, junto con su colega Juan Bautista Martínez, un proyecto de crédito hipotecario que sería otorgado a los obreros por el Consejo Superior de Habitaciones.
Nuevamente electo diputado por Santiago, periodo 1924-1927. Integró la Comisión Permanente de Instrucción Pública y fue diputado reemplazante en la Comisión Permanente de Guerra y Marina. Debido a un golpe de Estado, el Congreso Nacional fue disuelto el 11 de septiembre de 1924, por decreto de la Junta de Gobierno que asumió el poder ejecutivo del país.
Nuevamente fue elegido diputado por la Séptima Circunscripción Departamental de Santiago, periodo 1926-1930. Esta vez integró la Comisión Permanente de Hacienda.
Por último, se presentó como candidato a senador por la Cuarta Agrupación Provincial de Santiago en las elecciones parlamentarias de 1930, resultando electo por el periodo 1930-1938. Allí integró la Comisión Permanente de Relaciones Exteriores. No logró completar su periodo como senador, producto de otro golpe De Estado que estalló el 4 de junio de 1932 y decretó el día 6 de ese mes, nuevamente la disolución del Congreso Nacional.
Posteriormente, en las elecciones parlamentarias de 1937 buscó conseguir un cupo como diputado por Chiloé, obteniendo 43 votos de los 3.161 de la lista parlamentaria, sin resultar electo. Sus últimos años transcurrieron como consejero de la Caja de Crédito Agrícola.